# Viña Casa Silva
Viña Casa Silva es una viña y bodega, fundada en 1912, por el inmigrante francés Emilio Bouchon, quien arribó a Chile en 1892. La viña se ubica en la localidad de Angostura de San Fernando, valle de Colchagua, Chile. En 1997, sus descendientes de cuarta y quinta generación, encabezados por Mario Silva y su hijo Mario Pablo Silva, decidieron acuñar su propio sello de vinos, surgiendo el nombre actual de Casa Silva. Además de San Fernando, la compañía posee viñedos en Los Lingues, Lolol, Paredones y Futrono, este último situado en la latitud 40, produciendo uno de los vinos más australes del país.

## Premios y reconocimientos
Nacionales:
- Viña del año, en 2013, otorgado por la Asociación Vinos de Chile.[6]
- Viña del año, en 2016, según Catad'Or Wine Awards Chile.[Nota 1][8]

Internacionales:
- Viña del año en Latinoamérica, en 2017, 2018, 2019 y 2020, según Catad'Or Wine Awards.[Nota 1][9][10][11][12]
- Entre las 30 mejores bodegas en 2010, 2011, 2015, 2016 y 2017, según la Asociación Mundial de Periodistas y Escritores de Vinos y Licores.[13][14][15][16][17]